# エスカップ (栄養ドリンク剤)
エスカップ（S-CUP）は、久光製薬が取り扱う強肝内服液のブランドで、同社の登録商標（第6815945号ほか）。2023年12月までエスエス製薬が扱っていた名称でもある。
2023年10月31日付で関連資産等の一部がエスエス製薬から久光製薬へ譲渡され、翌2024年3月25日には製造権・販売権が順次譲渡されていた。

## 商品沿革

### 歴史
1963年、エスエス製薬本社の日本橋の水天宮前への移転から、医薬品扱いとして販売開始した。
前述した事業譲渡に伴って2024年3月25日にパッケージデザインが変更され、久光製薬の製品として順次発売が開始された。

### 味・色
味はパイナップルなどのフルーツエッセンスを合わせて作った「ミックスフルーツフレーバー」で、「風味ソムリエ」が香味を調合しており、爽やかな飲み心地を表現している。色は黄色で、ビタミンB2の色である。発売開始時は「ローヤルゼリー」も含んでいた。これは、当初は疲れ・強肝・胃腸強化の効能を謳ったためである。

## 取扱商品
全て指定医薬部外品で、店頭販売品はすべてオープン価格となる。
エスカップ
1963年に発売されたエスエス製薬時代からある製品で、シリーズの代表格。タウリン1000mgやビタミンB群配合の、元祖「エスカップ」。1999年に医薬部外品へ移行（2009年からは指定医薬部外品）。指定医薬部外品のビタミン含有保健剤の製造販売承認基準の規制緩和及び改正に伴う効能表示の変更以降も「栄養補給、滋養強壮」と謳う明記が続き、蘇ている。
なお、箱入は他のドリンク剤よりも2本多い12本となっており、それに伴って1ケースが48本（12本×4箱）となる。
エスカップNEXT（販売名：ゲインタイム）
「エスカップ」に対してカルニチン塩化物に代えてL-アルギニン塩酸塩とジクロロ酢酸ジイソプロピルアミンを配合したもの。（製造販売元:大同薬品工業）
エスカップE
「エスカップ」に対してタウリンの含有量を500mgに減らす代わりにビタミンB1塩酸塩を10mgに増量するとともに、ビタミンE酢酸エステル、イノシトール、パンテノールを配合したもの。瓶の形状が「エスカップ」や「エスカップNEXT」と異なる。
エスカップ・V（販売名：SCドリンク.D）
「エスカップ」に対してL-アルギニン塩酸塩とジクロロ酢酸ジイソプロピルアミンを配合したもの。
ダイドードリンコとのコラボレーションにより発売されるもので、同社が管理する一部地域の自動販売機での発売となる（製造販売元:大同薬品工業、販売元:ダイドードリンコ）